# Моцгхака (местный муниципалитет)
Моцгхака (Moqhaka) или Крунстад (Kroonstad) — местный муниципалитет в районе Фезиле-Даби провинции Фри-Стейт (ЮАР). Административный центр — Крунстад. Название муниципалитета в переводе с языка сесото означает «корона».

## Этимология
Название в переводе с нидерландского языка означает «город короны». О происхождении названия существуют несколько версий: либо в честь российского Кронштадта, название которого упоминалось в газетных новостях и понравилось основателям, либо в честь лошади основателя города — лидера фуртреккеров Сарела Сильерса, по кличке «Корона», которая утонула в бурной реке. Но наиболее правдоподобное объяснение название города ассоциируется с центральным расположением населённого пункта на момент его основания в данной местности.

## История
Моцгхака был основан в 1855 году — это был первый город, основанный после провозглашения независимости Оранжевого Свободного Государства.
В годы Второй англо-бурской войны Моцгхака с 13 марта по 11 мая 1900 года был столицей Оранжевого Свободного Государства. После того, как город был занят англичанами, рядом с ним был размещён один из концентрационных лагерей, в которые сгоняли бурских женщин и детей.

## Населённые пункты
В скобках указана численность населения по данным переписи 2001 года:
- Крунстад (23.992)
- Маокенг (67.929)
- Матлвангванг (6.441)
- Раммулутси (24.578)
- Стейнсрюс (1.192)
- Вал-Рефс-Майн (5.050)
- Вирфонтейн (832)
- Фильюнскрун (2.514)